# Yuxin, Inre Mongoliet
Yuxin (kinesiska: 育新, 育新镇) är en köping i Kina. Den ligger i den autonoma regionen Inre Mongoliet, i den norra delen av landet, omkring 920 kilometer öster om regionhuvudstaden Hohhot. Antalet invånare är 31142. Befolkningen består av 15 332 kvinnor och 15 810 män. Barn under 15 år utgör 15,0 %, vuxna 15-64 år 78 %, och äldre över 65 år 6,0 %.
Genomsnittlig årsnederbörd är 664 millimeter. Den regnigaste månaden är juni, med i genomsnitt 146 mm nederbörd, och den torraste är januari, med 4 mm nederbörd.